# Will Ferrell
John "Will" William Ferrell (født 16. juli 1967 i Irvine, Californien, USA) er en amerikansk skuespiller og komiker. Ferrell begyndte sin karriere i Saturday Night Live (1995) hvor han udførte komiske imitationer af blandt andre George W. Bush. Efter det har han udviklet sig til en af USA's mest succesrige komikere og har medvirket i utallige komediefilm. Han er kendt fra hvad medierne kalder Frat Pack-banden sammen med Jack Black, Ben Stiller, Vince Vaughn, Owen Wilson, og Luke Wilson.
Ferrell giftede sig i august 2000 med den svenske skuespiller Viveca Paulin og de har sammen tre børn.

## Filmografi
- 2014 - The Lego Movie (stemme til Director/Dictator)
- 2014 - Anchorman 2: Fortsat flimmer på skærmen
- 2012 - The Campaign
- 2010 – Megamind
- 2009 – Land of the Lost
- 2008 – Step Brothers
- 2008 – Semi-Pro
- 2007 – Blades of Glory
- 2006 – Talladega Nights: The Ballad of Ricky Bobby
- 2006 – Stranger than Fiction
- 2005 – The Producers
- 2005 – Wedding Crashers
- 2005 – Kicking & Screaming
- 2005 – Bewitched
- 2005 – Melinda and Melinda
- 2004 – Starsky & Hutch
- 2004 – Anchorman: The Legend of Ron Burgundy
- 2003 – Elf
- 2003 – Old School
- 2001 – Zoolander
- 1998 – A Night at the Roxbury
- 1997 - Austin Powers
- 2020 - Eurovision Song Contest: The Story of Fire Saga